# Tsunehisa Takeda
Tsunehisa Takeda (竹田宮恒久王?, Takeda-no-miya Tsunehisa-ō; Kyoto, 22 settembre 1882 – Tokyo, 23 aprile 1919) è stato un principe e militare giapponese, fondatore di un ramo cadetto della famiglia imperiale del Giappone e marito della principessa Masako, figlia dell'imperatore Meiji e della sua concubina Sono Sachiko.

## Biografia
Il principe Tsunehisa Takeda nacque a Kyoto il 22 settembre 1882, figlio maggiore del principe Yoshihisa Kitashirakawa e quindi fratello del principe Naruhisa Kitashirakawa. Nel 1902, entrò nella Camera dei Pari e il 30 novembre dell'anno successivo si laureò nella 15ª classe dell'Accademia dell'Esercito imperiale giapponese.
Nel 1904, fu nominato generale di divisione. Servì con distinzione nella guerra russo-giapponese nella divisione delle guardie imperiali e fu insignito dell'Ordine del Nibbio d'oro per il suo coraggio in combattimento. Al suo ritorno in patria, nel marzo del 1906, l'imperatore Meiji lo autorizzò ad iniziare una nuova casa principesca; ciò avvenne anche per fornire una famiglia con lo status adatto per un matrimonio con la sua sesta figlia Masako, Principessa Tsune. Il principe Takeda sposò Masako il 30 aprile 1908. I due ebbero un figlio e una figlia:
- Principe Tsuneyoshi (竹田宮恒徳王 Takeda-no-miya Tsuneyoshi Ò ?), (1909 - 1992);[1]
- Principessa Ayako (禮子女王 Ayako Joo ?), (1911 - 2003), sposata con il conte Sano Tsunemitsu.

Il primogenito si laureò nella 22ª classe del collegio dell'esercito nel 1910.
Il principe Takeda a Tokyo il 23 aprile 1919 a causa della pandemia influenzale di spagnola.